# Distritos do Suriname

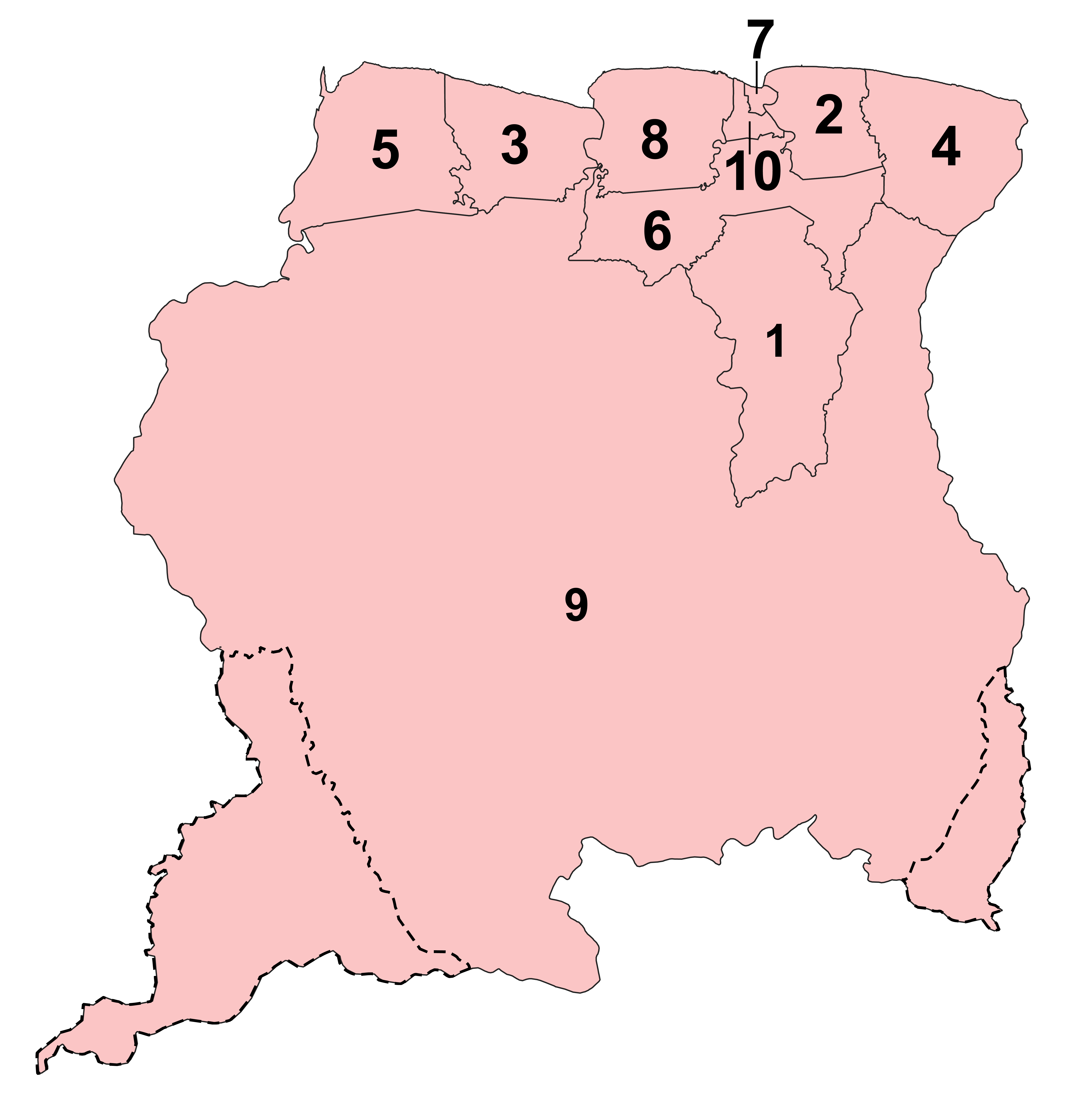
Mapa dos distritos do Suriname, por ordem alfabética

O Suriname atualmente é dividido em dez distritos.
1. Brokopondo
2. Commewijne
3. Coronie
4. Marowijne
5. Nickerie
6. Para
7. Paramaribo
8. Saramacca
9. Sipaliwini
10. Wanica

## História
O país foi dividido primeiro em subdivisões dos Países Baixos em 8 de outubro de 1834, quando um decreto real declarou que seriam oito divisões e dois distritos:
- Alto Suriname e Torarica
- Para
- Alto Commewijne
- Alto  Cottica e Perica
- Baixo Commewijne
- Baixo Cottica
- Matapica
- Saramacca
- Coronie (distrito)
- Nickerie (distrito)

As divisões eram áreas próximas à capital, Paramaribo, e os distritos eram áreas mais distantes da cidade.
Em 1927, os distritos do Suriname foram revistos, e o país foi dividido em sete distritos. Em 1943, 1948, 1949, 1952 e 1959 outras pequenas modificações foram feitas. Em 28 de outubro de 1966, os distritos foram redesenhados novamente, em
- Nickerie
- Coronie
- Saramacca
- Brokopondo
- Para
- Suriname
- Paramaribo
- Commewijne
- Marowijne

Estas divisões permaneceram até 1980, quando mais uma vez, as fronteiras dos distritos foram redesenhadas, entretanto, com os seguintes requisitos:
- Que mudanças nas velhas fronteiras sejam feitas somente se levarem para um melhor funcionamento
- Cada área deve ser desenvolvida
- Os novos limites devem respeitar as identidades dos Povos indígenas.

Os distritos criados em 1980 permanecem até hoje.